# Fairground Attraction
Fairground Attraction es un grupo británico de música acústica, folk y pop activo desde 1987 a 1990. Luego de 34 años volvieron a reunirse en 2024.

## Historia
Fue especialmente conocido por su exitoso sencillo Perfect, y por servir de plataforma de lanzamiento de su líder y vocalista Eddi Reader.
Cuando la banda preparaba el que sería su segundo álbum, las discusiones en el estudio de grabación, que venían produciéndose durante la larga gira en la que se había embarcado el grupo, llevaron a sus componentes a romper el proyecto. Ocho de esas canciones salieron a la luz en 2003, cuando se editó el disco en vivo "Live in Kawasaki", grabado en la gira japonesa previa a la desintegración de la banda. Los temas son: "Waltz Continues", "Don't Be A Stranger", "Dangerous", "That's Why The Willow Weeps", "Home to Heartake", "Broken By A Breeze", "Fear Is The Enemy Of Love" y "Goodbye To Songtown". Mark E. Nevin, compositor del grupo, regrabó esas canciones en el grupo Sweetmouth, con Brian Kennedy como vocalista.
El grupo debutó en 1988 con el álbum First of a million kisses. El disco incluía la canción Perfect, que llegó a ser número uno de ventas en Reino Unido en mayo de ese año. También llegó a lo más alto de la lista Los 40 Principales el 8 de octubre de 1988. Reader había trabajado anteriormente con Alison Moyet, Eurythmics (Annie Lennox) y Gang of Four entre otros. Eddi Reader se estrenó en solitario en 1992 con el título de Mirmama, al que seguirían Eddi Reader (1994), Candyfloss and Medicine (1996), Angels & Electricity (1998), Simple soul (2001), Driftwood (2002), Eddi sings the songs of Robert Burns (2003), Peacetime (2007), Love Is The Way (2009), Vagabond (2014), Cavalier (2018) y Light is in the Horizon (2022).
En 2024, después de 34 años, la banda volvió a reunirse. Realizaron un par de sencillos que presentaron a través de plataformas digitales. El primero fue What's wrong with the world? presentado el 21 de marzo de 2024. Mientras grababan el album completo presentaron el tema Beatiful Happening el 11 de julio de 2024. Esta pista da inicio, y a la vez el nombre, al nuevo album de doce canciones titulado Beautiful Happening. El disco se editó en versiones de vinilo de doce pulgadas y CD. Durante este mismo año 2024 realizaron una gira por Japón y el Reino unido, además de variadas presentaciones en radios y emisoras de TV.

## Componentes de la banda
- Eddi Reader, vocalista. Nacida el 29 de agosto de 1959 en Glasgow, Escocia.
- Mark E. Nevin, guitarra. Nacido el 13 de agosto de 1959 en Ebbw Vale, Gales.[5]
- Simon Edwards, guitarrón.
- Roy Dodds, percusión. 11 de julio de 1958.

## Discografía

### Álbumes originales
- 1988: The First of a Million Kisses
- 1990: Ay Fond Kiss
- 2003: Kawasaki Live in Japan 02.07.89
- 2024: Beautiful Happening (fecha oficial de lanzamiento 27.09.2024)

### Discos recopilatorios
- 1994: The Collection: Fairground Attraction, featuring Eddi Reader
- 1995: Perfect: The Best of Fairground Attraction
- 1996: The Very Best of Fairground Attraction, featuring Eddi Reader
- 1997: The Masters
- 1998: 80s Eternal Best: Fairground Attraction Best
- 2004: The Best of Fairground Attraction

### Sencillos
- 1988
  - "Perfect" (original release)
  - "Find My Love"
- 1989
  - "A Smile in a Whisper"
  - "Clare"
- 1990
  - "Walking after Midnight"
- 1993
  - "Perfect" (Celtic Heart release)